# Brachidontes granoliratus
Brachidontes granoliratus is een tweekleppigensoort uit de familie van de Mytilidae. De wetenschappelijke naam van de soort is voor het eerst geldig gepubliceerd in 1909 door G.B. Sowerby III.